# 本行寺 (千葉市)
本行寺（ほんぎょうじ）は、千葉市中央区浜野町にある顕本法華宗の寺院。山号は如意山。本尊は大曼荼羅。清師寮法縁。現住職は第42世朝倉俊泰。

## 歴史
文明元年（1469年）顕本法華宗の心了院日泰上人により創建。
上総国土気城主酒井定隆が行ったとされる上総七里法華の根本道場。
天正18年頃？、豊臣秀吉の関東征伐に際し、豊臣方に与した、多賀内膳・大島小太郎らにより焼き討ちされ灰塵に帰す。
慶安元年（1648年）6月、客殿を造立。
その後、庫裡造立
万治2年（1659年）6月上旬、書院を造立。
その後、第13世の代に番神堂を造立。
第14世の代に泰師堂を造立。
第16世の代に土蔵を造立。
宝永3年8月16日、円常寺檀那共より半鐘1口寄進される。
宝永3年10月20日、冠木門造立ならびに表大門の萱ふきかえ、橋のかけなおし。
宝永4年3月23日、5間×9間の庫裡を新造。
宝永5年5月25日、3間半×7間半の書院ならびに2間×6間の廊下を新造。
正徳2年（1712年）11月10日、番神堂修復。
正徳2年11月7日、鐘楼堂修復。
正徳3年（1713年）5月4日、2間×3間の土蔵を修復。
正徳3年5月10日、本堂（表向拝・裏向拝）を新たに上棟造立。
正徳3年5月28日、四菩薩像4体が浅草円常寺檀那・信者衆より寄進される。
第19世の代に泰師堂造営。
享保20年（1735年）、本堂・庫裡の萱ふきかえ。
第23世の代に泰師堂の奥ノ院を新造。
第26世の代に日泰上人第300遠忌奉修。書院・祖師堂再建。
天保6年（1835年）1月、泰師堂拝殿屋根替え、拝殿彩色、額欄間手入れ。
第32世の代に、泰師堂の大修繕。
明治35年（1902年）、暴風雨にて表門倒壊。
明治39年（1906年）、松・杉を各千本植樹。庫裡・祖師堂等の改築修繕。
大正3年（1914年）、弁天堂改築。
大正6年（1917年）4月、石門造立。
大正6年9月30日、大暴風雨により、庫裡・書院・中門が倒壊。
大正6年、泰師堂改修を企図。
大正10年（1921年）5月、泰師堂営繕完了。
大正15年（1926年）12月2日、本堂営繕落成式。
昭和18年（1943年）1月、武器資材として梵鐘等を供出。
昭和20年（1945年）5月4日、大東亜戦争の戦禍により、本堂・泰師堂・書院・庫裡の四棟124坪あまりが全焼。
昭和27年（1952年）11月25日、仮本堂（旧泰師堂）再建落慶式。
昭和31年（1956年）10月27日、日泰上人450遠忌大法要・本堂（旧泰師堂）増築落慶式。
昭和39年（1964年）、庫裡を復興。
昭和56年（1981年）11月15日、現本堂新築落慶式。
昭和63年（1988年）、鐘楼堂復興
平成16年（2004年）、塔頭長源院復興
平成28年、泰師堂（旧仮本堂）建て替え
なお、1509年（永正6年）連歌師宗長がこの寺に宿泊している。
塔頭として長源院（明治期に顕性坊・智伝坊・大乗坊・尭円坊の4坊を合併して長源院と号す）がある。

## 文化財
- 千葉市指定有形文化財
  - 不受不施派関係古文書